# 2018/2022年FIFAワールドカップ日本招致構想
2018/2022年FIFAワールドカップ日本招致構想（2018/2022ねんフィファワールドカップにほんしょうちこうそう）とは、2018年と2022年にそれぞれ開催予定のFIFAワールドカップ（W杯）を日本に招致し、開催しようとした構想のこと。当初は2018年大会と2022年大会の双方の開催地に立候補し、途中から2022年大会一本に絞って招致活動を展開した。

## 概要
日本サッカー協会は2005年に中長期的な指針としてJFA2005年宣言を発表したが、その中で「2050年までにFIFAワールドカップを開催し、日本代表はその大会で優勝チームとなる。」という目標を掲げている。その目標を達成するために、そして日本サッカーとスポーツ全体の発展を目的に、2018年と2022年の両大会の開催地に同時立候補することになった。これは、両大会の開催地が2010年12月に同時に決定すると告知されていたためでもあった。
2009年1月29日に大会招致の意見表明書を国際サッカー連盟(FIFA)に送付。同年9月18日に法人組織として2018/2022年FIFAワールドカップ日本招致委員会を設立し、「DREAM 2018/2022」と名付けられたW杯招致活動が開始された。
その後、2018年大会の開催国がヨーロッパ地域（欧州サッカー連盟 (UEFA) 加盟国）から選出される事が有力視されるようになると、日本は2022年大会に絞って招致を行うと招致委員会は2010年5月11日に発表した。
2010年12月2日に行われたFIFA理事会に於ける2022年大会選考の投票では2回目で脱落し、当選は成らなかった。落選の原因としては韓国と共催した2002年から間がないということ、試合会場の整備に対して国のバックアップがないなどの理由があげられている(後述)。
招致が成功すれば、日本としては韓国と共同開催した2002年大会以来20年ぶり、単独では初の開催となるはずであった。これにより、2022年の次である2026・2030年大会は大会誘致の規定による「同一大陸は次の2回の開催誘致ができない」という取り決めから日本を含むアジアサッカー連盟（AFC）加盟各国の誘致が不可能となったため、次に誘致が可能となるのは2034年大会になる。

## 落選理由
最大のライバルの見込み違い
2010 FIFAワールドカップが南アフリカで開催され、各大陸でのワールドカップ開催が完了(注：オーストラリアはアジアサッカー連盟(AFC)の為、サッカーではアジアに区分される)したことで、以降、FIFAはサッカーマーケットの再構築に重点を移すだろうとの読みから、日本は最大のライバルをアメリカ(4回目のカタールとの決選投票で敗れる)と見込み、それに対応する方向で最後までロビー活動を進めてしまった。
評価レポートが重要視されず
2002年からFIFA理事を務めていた小倉純二当時日本サッカー協会(JFA)会長現JFA名誉会長の経験上、開催地決定に関して最も影響力のあるのはFIFA視察団が立候補国を現地調査して提出する調査報告書(レポート)のはずだった。ところが、今回は全く違い、レポート評価は、2018年開催が決まったロシアが全体で2番目に低く、2018年の4候補の中では最下位、2022年開催が決まったカタールは全体及び2018年の5候補内の両方で最下位だった。
低予算によるW杯開催招致の周知不足と国内の盛り上がりのなさ
2002年日韓W杯開催からの早すぎる再開催について、国内、国外からの理解が得られなかった。JFAは、前述の通り、JFA2005年宣言で2050年までにもう一度ワールドカップを開催し、日本代表が優勝するという目標を掲げている。立候補はこの宣言からの逆算であった。また、2022年開催を逃せば、次の開催機会は2034年大会となるが、2034年大会は巨大市場がある中国開催が確実視されており、その前に何としてでも開催したいという切実な開催理由があった。ところが、2002年大会の招致費用の約10分の1、東京五輪招致費用の約17分の1である9億円という低予算もあり、周知不足によって国内の賛同を多く得られず、盛り上がりに欠けた。

## 招致メンバー

### 日本招致委員会
肩書は招致委員会発表の公式資料による。( )内はそれ以外の経歴・職務。
|          | 氏名               | 役職                                                                            |
| -------- | ------------------ | ------------------------------------------------------------------------------- |
| 委員長   | 小倉純二           | 財団法人日本サッカー協会会長、国際サッカー連盟理事                              |
| 顧問     | 岡野俊一郎         | 財団法人日本サッカー協会最高顧問                                                |
| 顧問     | 川淵三郎           | 財団法人日本サッカー協会名誉会長                                                |
| 顧問     | 鬼武健二           | 財団法人日本サッカー協会名誉副会長 (社団法人日本プロサッカーリーグ前チェアマン) |
| 副委員長 | 田嶋幸三           | 財団法人日本サッカー協会副会長兼専務理事                                        |
| 副委員長 | 鈴木寛             | 文部科学副大臣 (参議院議員)                                                     |
| 副委員長 | 大仁邦彌           | 財団法人日本サッカー協会副会長                                                  |
| 副委員長 | 大東和美           | 財団法人日本サッカー協会副会長、社団法人日本プロサッカーリーグチェアマン        |
| 委員     | 有馬利男           | 富士ゼロックス（現:富士フイルムビジネスイノベーション）相談役                   |
| 委員     | 内山斉             | 社団法人日本新聞協会会長 (読売新聞グループ本社代表取締役社長)                   |
| 委員     | 加藤壹康           | キリンホールディングス株式会社代表取締役社長                                    |
| 委員     | 轡田隆史           | 文筆家 (元朝日新聞論説委員)                                                     |
| 委員     | 畔柳信雄           | 株式会社三菱UFJフィナンシャル・グループ取締役社長                               |
| 委員     | 清水正孝           | 東京電力株式会社取締役社長                                                      |
| 委員     | 下妻博             | 住友金属工業株式会社代表取締役会長                                              |
| 委員     | 高嶋達佳           | 株式会社電通代表取締役社長                                                      |
| 委員     | 高橋治之           | 株式会社電通顧問 (同社元専務)                                                   |
| 委員     | 民秋史也           | 株式会社モルテン代表取締役社長                                                  |
| 委員     | 中鉢良治           | ソニー株式会社副会長                                                            |
| 委員     | 豊田章男           | トヨタ自動車株式会社代表取締役社長                                              |
| 委員     | 広瀬道貞           | 社団法人日本民間放送連盟会長 (テレビ朝日顧問、元同社会長)                       |
| 委員     | 細谷英二           | 株式会社りそなホールディングス会長、株式会社りそな銀行会長                      |
| 委員     | パスカル・マルタン | アディダスジャパン株式会社代表取締役                                            |
| 委員     | 村井純             | 慶應義塾大学環境情報学部長                                                      |
| 委員     | 柳井正             | 株式会社ファーストリテイリング代表取締役会長兼社長                              |

### 特別広報大使
- 鉄腕アトム（2009年10月8日から）

### 招致アンバサダー
広報活動への協力や、招致活動に対するアドバイスなどを行う。
| 氏名                     | 役職                          | 就任時期      |
| ------------------------ | ----------------------------- | ------------- |
| イビチャ・オシム         | 元日本代表監督                | 2010年1月27日 |
| ジーコ                   | 元日本代表監督                | 2010年1月27日 |
| フィリップ・トルシエ     | 元日本代表監督、FC琉球総監督  | 2010年1月27日 |
| ドラガン・ストイコビッチ | 名古屋グランパス監督          | 2010年1月27日 |
| ギド・ブッフバルト       | 元浦和レッズ監督              | 2010年1月27日 |
| 中村俊輔                 | 横浜F・マリノス、日本代表     | 2010年1月27日 |
| 長谷部誠                 | VfLヴォルフスブルク、日本代表 | 2010年1月27日 |
| 中山雅史                 | コンサドーレ札幌、元日本代表  | 2010年2月24日 |
| 藤田俊哉                 | ロアッソ熊本、元日本代表      | 2010年2月24日 |
| 宮本恒靖                 | ヴィッセル神戸、元日本代表    | 2010年2月24日 |
| 渡辺広大                 | ベガルタ仙台                  | 2010年2月26日 |
| 長谷川悠                 | モンテディオ山形              | 2010年2月26日 |
| 小笠原満男               | 鹿島アントラーズ              | 2010年2月26日 |
| 鈴木啓太                 | 浦和レッドダイヤモンズ        | 2010年2月26日 |
| 藤本主税                 | 大宮アルディージャ            | 2010年2月26日 |
| 平山相太                 | FC東京                        | 2010年2月26日 |
| 谷口博之                 | 川崎フロンターレ              | 2010年2月26日 |
| 渡邉千真                 | 横浜F・マリノス               | 2010年2月26日 |
| 村松大輔                 | 湘南ベルマーレ                | 2010年2月26日 |
| 千葉和彦                 | アルビレックス新潟            | 2010年2月26日 |
| 岩下敬輔                 | 清水エスパルス                | 2010年2月26日 |
| 大井健太郎               | ジュビロ磐田                  | 2010年2月26日 |
| 吉村圭司                 | 名古屋グランパス              | 2010年2月26日 |
| 柳沢敦                   | 京都サンガF.C.                | 2010年2月26日 |
| 藤ヶ谷陽介               | ガンバ大阪                    | 2010年2月26日 |
| 羽田憲司                 | セレッソ大阪                  | 2010年2月26日 |
| 佐藤寿人                 | サンフレッチェ広島            | 2010年2月26日 |
| 井上裕大                 | 大分トリニータ                | 2010年2月26日 |
| 本田圭佑                 | PFC CSKAモスクワ、日本代表    | 2010年7月10日 |
| 森島寛晃                 | 元日本代表                    | 2010年7月13日 |
| 岡田武史                 | 前日本代表監督                | 2010年7月21日 |
| アルベルト・ザッケローニ | 日本代表監督                  | 2010年9月3日  |
| パトリック・エムボマ     | 元カメルーン代表              | 2010年9月14日 |

### オフィシャル招致パートナー
招致活動を支援するパートナーとして、以下の17社と契約している。パートナーには招致ロゴマークを販促活動に使用する権利などが付与される。
- 2010年1月28日から
  - 朝日新聞
  - アディダスジャパン
  - 産経新聞
  - JTBグローバルマーケティング&トラベル
  - スカパーJSAT
  - 西鉄旅行
- 2010年3月26日から
  - キリンホールディングス
  - 近畿日本ツーリスト
  - テレビ朝日
  - 日清オイリオグループ
  - 日本テレビ放送網
  - ぴあ
- 2010年4月16日から
  - TBSテレビ
  - 日本経済新聞社
  - フジテレビジョン
- 2010年6月7日から
  - テレビ東京
- 2010年6月24日から
  - 凸版印刷
- 2010年9月9日から
  - ファーストリテイリング
- 2010年9月16日から
  - 日本航空

## 経緯

### 沿革
- 2009年
  - 1月29日 - 大会招致の意思表明書をFIFAへ送付。
  - 9月18日 - 2018/2022年FIFAワールドカップ日本招致委員会が発足。
  - 12月8日 - 定例閣議において、2018年、2022年両大会の日本招致について閣議了解[7]。
  - 12月9日 - 2010年5月14日までに招致ブック等をFIFAへ提出することについてFIFAと合意し、FIFAへ招致契約書を提出。
- 2010年
  - 1月8日 - 開催地自治体、チームベースキャンプの募集締め切り。
  - 1月27日 - 招致アンバサダーが決定。
  - 1月28日 - 最初のオフィシャル招致パートナー6社が決定。
  - 3月15日 - 招致委員会の広報誌「208 Smiles」の第1号(vol.1)が発行。以後、月刊ペースで発行。
  - 5月11日 - 2018年大会の招致を取り下げ、2022年大会に絞って招致を行うことを招致委員会が表明。
  - 5月14日 - FIFAへ招致ブックを提出。
  - 5月17日 - 大阪市でファン参加型のトークショーイベント「『ワールドカップを日本へ!』トークバトル」を開催。以後6月6日までに同イベントを豊田市・さいたま市・札幌市で順次開催。
  - 6月10日 - FIFA総会（南アフリカ共和国・ヨハネスブルク）で日本の招致活動を紹介するブースを出展[注 2]。
  - 7月19日 - FIFAの視察団が来日し、大会の施設予定地を見学[注 3]。
  - 7月25日 - 日本サッカー協会会長の交代に伴い、招致委員長が犬飼基昭から小倉純二に交代する。
  - 12月1日 - FIFA本部での最終プレゼンテーション。
  - 12月2日 - 理事会投票によって2022年FIFAワールドカップ開催国がカタールに決定。日本は2回目の投票で脱落。

### 具体的活動
日本では日本サッカー協会 (JFA) が2002年以来の招致を目指して2009年1月29日に大会招致の意思表明書をFIFAへ送付し、日本国内での状況調査や対外向けの広報活動の準備を進めた。9月18日には法人組織として「2018/2022年FIFAワールドカップ日本招致委員会」（以下「招致委員会」）が発足し、委員長には日本サッカー協会の犬飼基昭会長が就任した。当面は日本サッカー協会が拠出する5億円により活動を推進する事になった。また、激しい招致競争の末に韓国と共催した2002年大会とは異なり、本構想では日本サッカー協会は日本単独での開催を目指した。2009年9月10日の日本サッカー協会理事会では両大会の招致活動に関し、日本国内の18自治体が試合開催都市として、75自治体がチームベースキャンプ地としての関心を表明した事が紹介され、いずれもFIFAに提出する招致契約書の提案数を満たしたことが明らかになった。
10月8日にはJFAハウスで招致委員会の設立記者発表会が開催され、犬飼委員長、小倉純二FIFA理事・日本サッカー協会副会長、田嶋幸三日本サッカー協会専務理事などが会見した。この席で、特別広報大使として漫画「鉄腕アトム」の主人公、アトムが就任する事が発表された。また、犬飼委員長は2018年と2022年のどちらかに招致対象を絞り込む可能性を示唆した。
10月9日には朝日新聞の朝刊で招致委員会による立候補告知の一面広告が掲載され、10月10日には日産スタジアム（横浜国際総合競技場）で行われた国際親善試合、キリンチャレンジカップの日本－スコットランド戦で招致委員会の発足やアトムの大使就任が観客に告知された。同時に招致委員会の公式サイトも開設されて、「DREAM 2018/2022」と名付けられたW杯招致活動が本格的に始まった。
続く11月12日のサッカー協会理事会では、大会招致で12スタジアムが開催を希望し、3スタジアムが回答を保留している事、ベースキャンプ地には9月10日の関心表明自治体数と同じ75カ所が候補に挙がっている事が報告された
。記者会見で犬飼会長（招致委員会委員長）は、2002年大会における日本国内の10開催地のうち、宮城県（宮城スタジアムを使用）のみが開催を希望しなかった事、同大会では開催地に立候補しなかった東京都が開催を希望している事を明らかにし、「やはり首都でやりたい」という希望を述べた（下記の「決勝戦スタジアム問題」も参照）。また田嶋専務理事からは、2002年大会では広島ビッグアーチを使用スタジアムとして立候補しその後辞退した広島市が今回の招致活動に立候補しなかった事が明らかにされた。広島市は既に11月4日に、2020年の夏季オリンピックを長崎市と共催する「広島・長崎オリンピック構想」への活動専念を理由として、W杯招致は断念するとしていた。

## 国内の候補都市

### 開催地
開催地については2010年5月当時、以下の11自治体、13スタジアムが候補となっていた。太字は2002年開催スタジアム。FIFA規則により、命名権はFIFAスポンサー企業以外使用することが許可されていないため、仮に開催された場合にはカッコ内の名称が使用される予定であった。
| 自治体            | スタジアム                                            |
| ----------------- | ----------------------------------------------------- |
| 札幌市 (北海道)   | 札幌ドーム                                            |
| 茨城県            | 茨城県立カシマサッカースタジアム                      |
| 埼玉県            | 埼玉スタジアム2002                                    |
| 東京都            | 味の素スタジアム (東京スタジアム) 国立競技場          |
| 横浜市 (神奈川県) | 日産スタジアム (横浜国際総合競技場)                   |
| 新潟県            | 東北電力ビッグスワンスタジアム (新潟スタジアム)       |
| 静岡県            | エコパスタジアム                                      |
| 豊田市 (愛知県)   | 豊田スタジアム                                        |
| 大阪市 (大阪府)   | 長居陸上競技場 大阪エコ・スタジアム（仮称・建設予定） |
| 神戸市 (兵庫県)   | ユニバー記念競技場                                    |
| 大分県            | 大分銀行ドーム (大分スポーツ公園競技場)               |

2002年大会で開催された10自治体のうち、宮城県 以外の9自治体が立候補している。神戸市は2002年大会で使ったホームズスタジアム神戸における開催も視野に入れていたが、最終的にユニバー記念競技場での開催を目指すこととなった。2002年大会で落選した4自治体（青森県・千葉県・愛知県・京都府）は立候補していない。ただし愛知県に代わって豊田市が同じスタジアムを試合会場として立候補している。他に吹田市も新設するガンバ大阪の新スタジアムを開催スタジアムとして日本サッカー協会へ立候補届けを出していたが、FIFAへ届出を出す段階でスタジアム計画が一旦頓挫したために立候補が取り下げられた。

### チームベースキャンプ
チームベースキャンプ地には、全国の31道府県から64件が立候補した。その中には、福島県・楢葉町・広野町（Jヴィレッジ）、静岡市（清水ナショナルトレーニングセンター）や堺市（堺市立サッカー・ナショナルトレーニングセンター）などのサッカートレーニング専門施設、仙台市の仙台スタジアム（ユアテックスタジアム仙台）や川崎市の川崎市等々力陸上競技場や熊本市の熊本県民総合運動公園陸上競技場などJリーグ各クラブの本拠地スタジアムなども含まれ、試合開催を断念したホームズスタジアム神戸も立候補した。また、豊田スタジアムは唯一、試合会場とベースキャンプ地への重複立候補を行っている。

#### 決勝戦スタジアム問題
大会の招致条件として開幕戦と決勝戦を開催するスタジアムには8万人収容可能な観客席の設置が求められていたが、現在の日本ではこれを満たすスタジアムがない。日本サッカー協会では2016年夏季オリンピックを東京都で行うための招致活動（2016年東京オリンピック構想）で東京都中央区晴海に新設が計画されていた東京オリンピックスタジアムの利用を想定し、東京オリンピック（五輪）の招致活動に協力したが、同年10月2日の国際オリンピック委員会 (IOC) 総会で東京は開催都市に選ばれず、東京オリンピックスタジアムの建設計画も白紙に戻った。2016年五輪の東京招致失敗後、FIFAのゼップ・ブラッター会長は10月4日に「横浜で何の問題もない」と語り、W杯招致には新スタジアムの建設は必須ではないという見解を示したが、10月8日の招致委員会の設立記者会見において犬飼委員長はあくまで8万人収容の新競技場建設を目指す考えを述べた。
そんな中、JR大阪駅北側の「梅田北ヤード開発」計画の中で8万人規模の「大阪エコ・スタジアム」建設計画が浮上した。資金源など様々な課題を抱えるものの、実現すれば決勝戦も可能なスタジアムとなるため、大会招致委員会では同スタジアムの実現を招致運動の中核として想定していた。2010年7月に行われたFIFAの現地調査でも、視察団は平松邦夫・大阪市長の案内を受けて空中から予定地を視察している。なお、大会構想では本大会の開幕に先立って行われるFIFA総会も大阪市内の大阪府立国際会議場（グランキューブ大阪）で開催する計画であった。

## 競合相手
日本の招致活動と競合する招致活動は10候補が存在した。内訳は欧州から4候補（イングランド、ロシア、オランダとベルギーの共催、スペインとポルトガルの共催）、日本と同じアジア地域（アジアサッカー連盟 (AFC) 加盟国）から4候補（インドネシア、オーストラリア、カタール、韓国）、北中米地域（北中米カリブ海サッカー連盟 (CONCACAF) 加盟国）から2候補（アメリカ合衆国、メキシコ）である。このうち、アジアの4候補は日本と同様に2022年大会に絞った招致活動を行っていた。